# Les enfants sont les victimes des vices des adultes
Les enfants sont les victimes des vices des adultes (en russe : Дети — жертвы пороков взрослых) est un ensemble sculptural de Mikhaïl Chemiakine, exposé place Bolotnaïa, au cœur de Moscou.

## Description
La composition représente les allégories de treize vices qui cernent et menacent deux enfants, yeux bandés, jouant insouciants et inconscients des dangers qui les entourent. 

« J'ai conçu et réalisé cette composition comme un symbole et un appel à se battre pour le salut des générations présentes et futures... En tant qu'artiste, ces sculptures doivent amener tout un chacun à rester vigilant, voir et écouter ce qui l'entoure. Et tant qu'il n'est pas encore trop tard, faire que les gens sensés et honnêtes veillent. »

— Mikhaïl Chemiakine
Les treize sculptures représentent, de la gauche au centre:
- les drogues
- la prostitution
- le vol
- l'alcoolisme
- l'ignorance
- la science aveugle

De droite au centre:
- la guerre
- la pauvreté
- l'exploitation des enfants
- le déni de mémoire
- le sadisme
- l'apologie des armes

Au centre, peut être le vice le plus criminel:
- l'indifférence, qui, muette et bras croisés, fait mine de ne rien voir et rien entendre.

## Vue panoramique

## Vandalisme
Après une tentative de destruction des sculptures, les autorités de Moscou ont décidé de protéger l'œuvre par une clôture et d'en réglementer les visites. La place Bolotnaïa est ainsi ouverte entre 9 heures et 21 heures.

## Critiques
Le travail du sculpteur est critiqué car il accentue la représentation du vice. Ainsi, V. V. Abramenkova, docteur en science pédagogique et chercheuse à l'Académie Russe de l'éducation, considère que la composition ne fait paradoxalement pas de l'enfant le sujet central de l'œuvre, position abandonnée au profit du vice, et est donc regardée comme nuisible pour l'esprit de l'enfant. 